# Isaac Le Chapelier
Isaac-René-Guy Le Chapelier, (Rennes, 12 de junho de 1754 - Paris, 22 de abril de 1794) foi um político francês.
Fez seus estudos na Faculdade de Direito de Rennes. Advogado em Rennes, faz-se notar no combate às classe privilegiadas. Eleito deputado pelo Terceiro Estado nos Estados Gerais, mostra-se um orador brilhante. Foi inclusive o quarto presidente da Assembleia Nacional Constituinte Francesa de 3 a 16 de Agosto de 1789, em plena Revolução Francesa, sucedendo a François Alexandre Frédéric, duque de La Rochefoucaud-Liancourt, e a Jean-Guillaume Touret que havia recusado a presidência.
Com Lanjuinais, Defermon et Coroller, foi um dos fundadores do Clube Bretão, ancestral do Clube dos Jacobinos, onde, alguns dias antes da abertura dos Estados Gerais, reuniram-se os deputados da Bretanha para debater em conjunto suas atitudes, antes de se juntarem aos deputados das outras províncias.
Quando, após as Jornadas de Outubro de 1789, o clube muda-se para Paris, instalando-se no Convento dos Jacobinos e tomando o nome de "Sociedade dos Amigos da Constituição", Le Chapelier torna-se seu primeiro presidente.
Le Chapelier foi um dos que reclamavam a transformação dos bens do Clero em bens nacionais e que se consagraram à preparação de leis bastante importantes. Foi notadamente o autor da lei que leva seu nome (Lei de Le Chapelier), de 14 de Junho de 1791, proibindo as corporações, as coalizões operárias e o direito de greve.
Algumas amizades que ele adquiriu no Clube dos Feuillants tornaram-no suspeito aos olhos dos Jacobinos, que o acusaram de querer restabelecer a autoridade real. Sentindo-se ameaçado, foge para a Inglaterra, mas volta para impedir o confisco de seus bens.
Retirado em Forges-les-Eaux, tem a infeliz ideia de provocar Robespierre, que o faz prender. Levado até o Tribunal Revolucionário, Le Chapelier é condenado à morte e guilhotinado no mesmo dia que Malesherbes.

## Citações
Não existem poderes senão os constituídos pela vontade do povo, expressa por seus representantes ; não há autoridade senão a delegada por ele ; não pode haver ação senão aquela de seus mandatários, revestidos pelas funções públicas.
É para conservar este princípio em toda a sua pureza que, de uma ponta do Império a outra, a Constituição fez desaparecer todas as corporações e  apenas reconheceu o corpo social e os individuos.[…]
Não existem mais corporações dentro do Estado ; só existe o interesse de cada indivíduo e o interesse geral. Não é permitido a ninguém inspirar a outros cidadãos um interesse intermediário, de separá-los da coisa pública por um espírito corporativo.
- - Exposição dos motivos da proposta de decreto sobre as sociedades, Assembleia Nacional Constituinte Francesa, 29 de Setembro de 1791, publicada nos Arquivos Parlamentares, 1ª série, tomo XXXI, pp. 617–619